# Ефрік Кіог
Ефрік Кіог (англ. Aifric Keogh, нар. 9 липня 1993) — ірландська веслувальниця, бронзова призерка Олімпійських ігор 2020 року.

## Виступи на Олімпіадах
| Олімпіада  | Дисципліна | Місце |
| ---------- | ---------- | ----- |
| Токіо 2020 | четвірки   | 3     |
| Париж 2024 | двійки     | 8     |

## Зовнішні посилання
- Ефрік Кіог [Архівовано 30 липня 2021 у Wayback Machine.] на сайті FISA.